# Astragalus hsinbaticus
Astragalus hsinbaticus es una especie de planta del género Astragalus, de la familia de las leguminosas, orden Fabales.

## Distribución
Astragalus hsinbaticus se distribuye por China y Mongolia.

## Taxonomía
Fue descrita científicamente por P. Y. Fu & Y. A. Chen. Fue publicada en Fl. Pl. Herb. Chin. Bor.-Or. 5: 175 (1976).